# 翻訳碩士
翻訳碩士（ほんやくせきし、英語：MTI、Masters of Translation and Interpreting）とは中華人民共和国の高等教育学位の一種、碩士は修士に当たる。大卒者を対象に、２年か３年間の専門教育を行い、卒業する時実践レポートを課す。修了者には「翻訳碩士学位」（翻訳または通訳）を与える。基本翻訳コースと通訳コースを分けるが、通翻訳または三カ国通訳コースを設置する大学もある。